# Ахалсопелі (Сенакі)
Ахалсопелі (груз. ახალსოფელი) — село в муніципалітеті Сенакі, мхаре Самеґрело-Земо Сванеті, Грузія. Адміністративний центр громади Ахалсопелі, до якої входить також село Ісула.
Розташоване на -Гурія низовини, на правому березі річки Техура, на висоті 20 м над рівнем моря, від Сенакі за 3 км на південь.

## Населення
На 2014 рік в селі мешкає 861 особа.
| Рік  | Населення | Чоловіки | Жінки |
| ---- | --------- | -------- | ----- |
| 2002 | 1 125     | 547      | 578   |
| 2014 | ▼ 861     | 424      | 437   |